# Spagna nella seconda guerra mondiale
La Spagna nella seconda guerra mondiale mantenne un atteggiamento diplomatico prudente: benché ideologicamente legato ai regimi nazifascisti di Germania e Italia, allo scoppio delle ostilità nel settembre del 1939 il paese si dichiarò neutrale, anche per via dell'appena avviato processo di ricostruzione seguente la precedente guerra civile spagnola conclusasi solo da pochi mesi.
Con l'entrata in guerra dell'Italia e con la caduta della Francia nel giugno del 1940, tuttavia, lo status diplomatico della Spagna fu cambiato in "non belligeranza", mantenendosi formalmente fuori dalle ostilità, ma parteggiando esplicitamente per le Potenze dell'Asse e fornendo loro assistenza militare indiretta ed appoggio economico.

Bandiera della Spagna durante la seconda guerra mondiale

Sebbene si sviluppassero trattative per far entrare in guerra la Spagna a fianco dell'Asse, il dittatore Francisco Franco non optò mai per questa soluzione, conscio del pessimo stato in cui versavano le forze armate spagnole e l'economia nazionale dopo la fine del conflitto civile. Con il declino delle fortune dell'Asse e su pressione degli Alleati, nel corso del 1943 la Spagna ritornò poi formalmente a un atteggiamento di neutralità assoluta, troncando progressivamente le relazioni con la Germania e migliorando quelle con gli Alleati.
Benché la Spagna non fosse formalmente coinvolta nelle operazioni belliche, volontari di nazionalità spagnola presero parte al conflitto militando in entrambi gli schieramenti: una divisione di volontari spagnoli ("División Azul") organizzata dal governo di Madrid fu inserita all'interno della Wehrmacht tedesca e combatté sul fronte orientale contro l'Unione Sovietica prima di essere ritirata nel 1943 per la neutralità.
Piccoli gruppi di cittadini spagnoli invece, tra cui molti espatriati della Seconda repubblica spagnola veterani della guerra civile, militarono nel campo degli Alleati in particolare all'interno delle formazioni (regolari e partigiane) della Francia libera e dell'Unione Sovietica.

## La Spagna nazionalista

### IlFranchismo
Quando il 1º settembre 1939 le forze tedesche invasero la Polonia dando inizio alle ostilità, la Spagna si trovava in pace da circa cinque mesi: la guerra civile spagnola si era conclusa formalmente il 1º aprile 1939 con la dissoluzione del precedente governo repubblicano di sinistra, al cui posto Francisco Franco istituì un regime autoritario di tipo reazionario, militarista e fortemente personalista (Franchismo), accentrando su di sé ampi poteri esecutivi e legislativi e badando bene a neutralizzare le diverse anime del movimento nazionalista (monarchici, tradizionalisti cattolici e fascisti della Falange spagnola) per consolidare la sua posizione politica.
Dopo più di tre anni e mezzo di guerra la Spagna si trovava in una situazione economica critica: la produzione agricola ed industriale era al di sotto dei già bassi livelli del 1935, le infrastrutture erano devastate, il 60% del materiale rotabile ed il 40% della flotta mercantile era andato distrutto e la perdita di manodopera ammontava al 3,5% della popolazione attiva; poiché il governo repubblicano aveva inviato a Mosca gran parte delle riserve auree e di valuta estera dello Stato spagnolo (come forma di pagamento degli aiuti militari forniti alla Repubblica dall'Unione Sovietica), il sistema monetario era nel caos e la Peseta spagnola era soggetta a forte svalutazione.
In aggiunta l'economia spagnola era oberata da alti debiti di guerra, contratti dai nazionalisti per le forniture di armi ed equipaggiamenti da parte di Germania ed Italia: il loro ripianamento durò fino al 1943, con l'equivalente del 12% del valore di tutte le importazioni per la prima e del 3% per la seconda. L'economia spagnola fu ristrutturata secondo un'ottica fortemente dirigista e con l'obiettivo di costituire un sistema autarchico: furono abolite tutte le riforme agrarie intraprese sotto la Repubblica e le terre furono restituite ai vecchi latifondisti, il che unitamente alla mancanza di investimenti provocò una flessione della produzione agricola; per compensare la stabilizzazione dei salari a livelli bassissimi si cercò di imporre un calmiere sui prezzi, generando di conseguenza un fiorente mercato nero ed alimentando alti livelli di corruzione.
L'abolizione del diritto di sciopero - assimilato alla ribellione militare dalla "Legge per la sicurezza dello Stato" del 29 marzo 1941 - e l'imposizione di salari fissi andarono a favore degli industriali, i quali tuttavia dovettero sottomettersi ad un forte controllo statale circa l'ottenimento delle materie prime e la vendita dei prodotti finiti; il 25 settembre 1941 fu creato l'Istituto Nacional de Industria (INI, sul modello dell'IRI italiano), principale meccanismo statale di controllo sull'economia, a cui furono affidati ampi poteri in materia di produzione bellica, materie prime, chimica ed altro, anche se corruzione e sprechi ne resero inefficiente l'attività almeno fino agli anni Cinquanta.

### La riforma delle forze armate
Il 31 ottobre 1939 Franco presentò alla "Junta de Defensa Nacional" un piano per riarmare le forze armate della Spagna nazionalista appena uscite dalla guerra civile, nell'eventualità che il paese fosse coinvolto nel conflitto appena iniziato: in caso di guerra la Spagna doveva essere pronta a mobilitare 150 divisioni per un totale di 2.000.000 di uomini; in seguito, visto il perdurante stato di neutralità, la forza media dell'Ejército de Tierra si attestò intorno ai 300.000 uomini ripartiti in 24 divisioni. L'esercito spagnolo era preminentemente una forza di fanteria, dotata di equipaggiamenti in linea con gli standard del 1939 ma destinati a divenire rapidamente obsoleti con il prosieguo del conflitto in Europa. Le forze spagnole disponevano poi di cinque piccoli reggimenti corazzati equipaggiati principalmente con carri tedeschi Panzer I ed italiani CV33 del periodo della guerra civile, cui si aggiungeva un certo numero di più efficaci carri sovietici T-26 catturati ai repubblicani; il 20 agosto 1943 fu creata la División Acorazada nº 1, su due reggimenti carri ed uno di fanteria motorizzata: per equipaggiare la divisione la Spagna acquistò 100 moderni carri Panzer IV dalla Germania, anche se poi solo 20 furono effettivamente consegnati nel dicembre del 1943 insieme a 10 cannoni d'assalto Sturmgeschütz III. Un programma per la realizzazione di un veicolo autoprodotto (il carro Verdeja) non andò oltre l'assemblaggio di alcuni prototipi, a causa della carenza di materie prime.

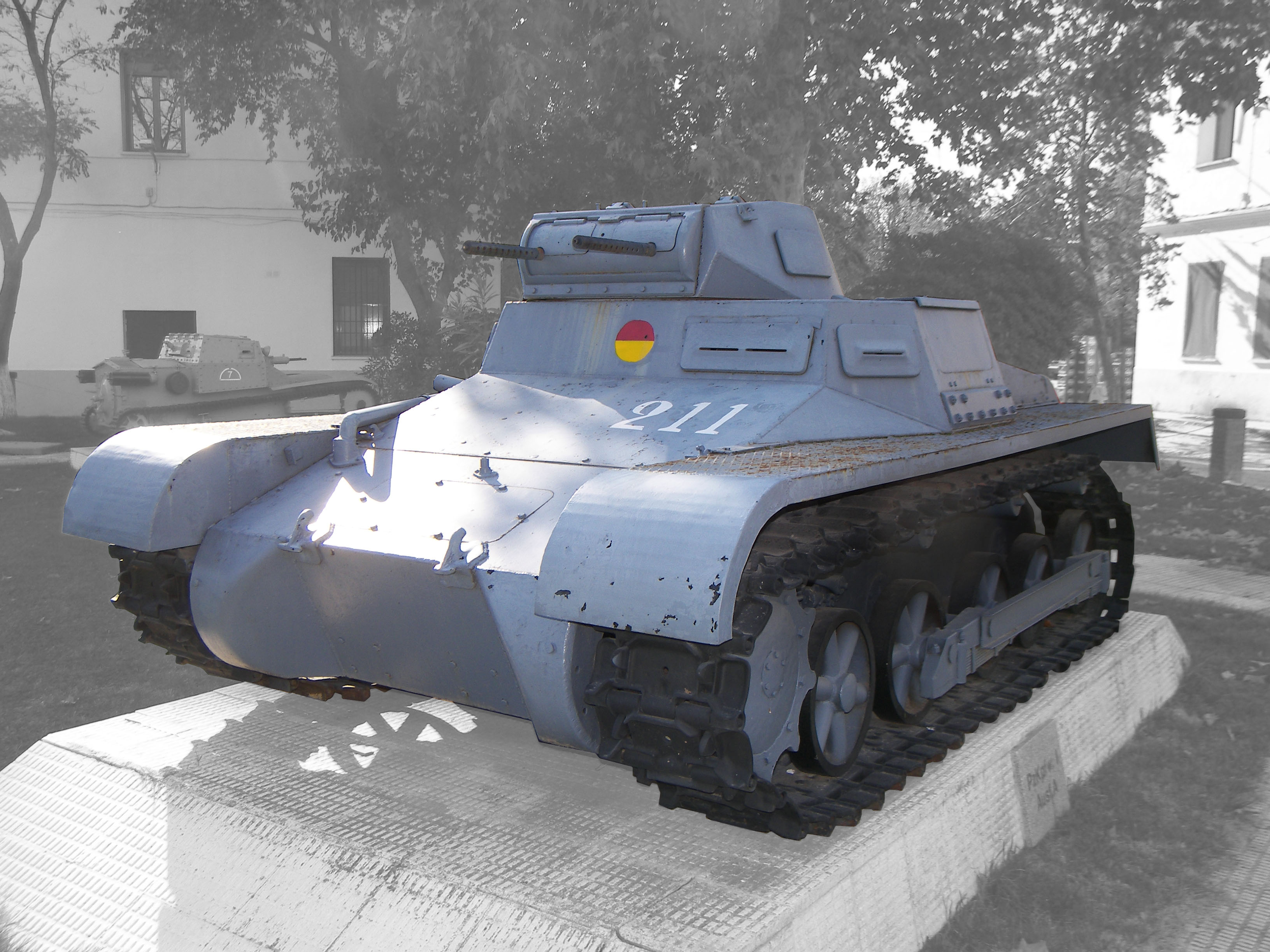
Un carro armato Panzer I dell'esercito spagnolo

Benché avesse giocato un ruolo relativamente secondario nel conflitto civile, la marina militare spagnola aveva subito forti perdite e nel 1939 poteva allineare solo poche navi veramente efficienti. Unità principale della flotta era l'incrociatore pesante Canarias, unico della sua classe dopo l'affondamento del gemello Baleares durante la guerra civile: varato nel 1931 era un'unità relativamente moderna, costruita nel rispetto delle clausole del trattato navale di Washington, con un dislocamento standard di 10.000 t ed un armamento principale su 8 cannoni da 203 mm. Efficienti erano anche i due incrociatori leggeri Navarra (di classe unica varato nel 1923, 5.590 t di dislocamento e 9 cannoni da 152 mm) ed il più moderno Almirante Cervera (della classe omonima varato nel 1925, 7.975 t di dislocamento ed 8 cannoni da 152 mm), mentre in pessimo stato di manutenzione si trovavano i tre incrociatori leggeri che avevano militato nel campo repubblicano, il Méndez Núñez (varato nel 1922, 4.780 t e sei cannoni da 152 mm) il Galicia ed il Miguel de Cervantes (entrambi della classe Cervera, varati rispettivamente nel 1928 e nel 1925).

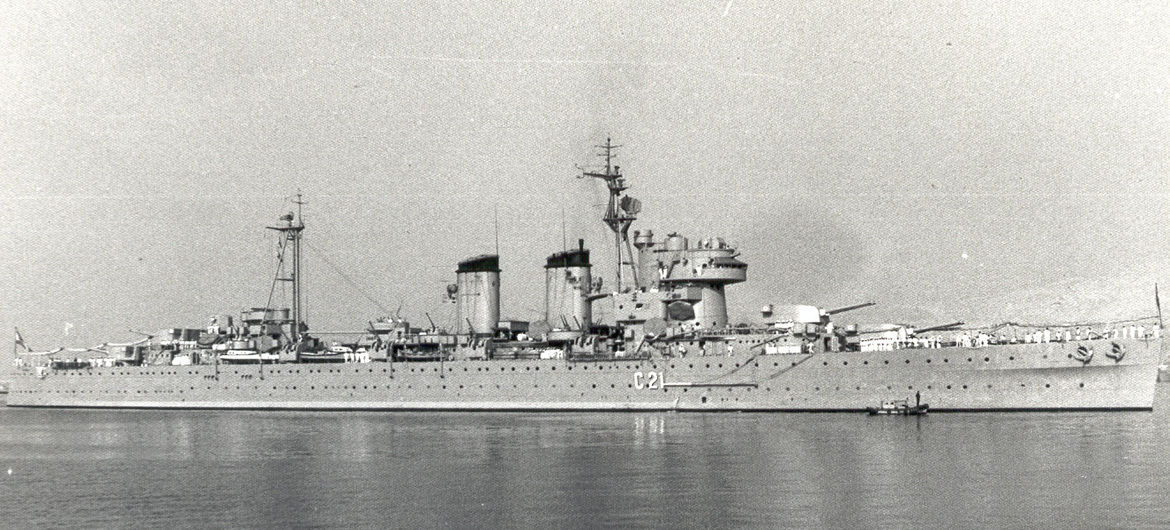
L'incrociatore pesante Canarias

I 19 cacciatorpediniere erano tutti piuttosto datati: si trattava di 3 unità della classe Alsedo (entrate in servizio nei primi anni Venti) e di 12 unità della classe Churruca (entrate in servizio nei primi anni Trenta), cui si aggiungevano altre quattro obsolete unità cedute dalla Regia Marina italiana durante la guerra civile (due della classe Aquila o "classe Ceuta" per gli spagnoli, risalenti al 1917-1919, e due della classe Alessandro Poerio o "classe Teruel", del 1915); discorso analogo poteva essere fatto per i sommergibili, i quattro della classe B (varati tra il 1922 ed il 1926) ed i tre della classe C (varati tra il 1927 ed il 1929), cui si aggiungevano le due unità della classe Archimede ("classe General Mola" per gli spagnoli) cedute dall'Italia.
L'8 settembre 1939 fu approvato un ambizioso piano di costruzioni navali per incrementare le dotazioni della flotta spagnola, comprendente la costruzione di quattro navi da battaglia (contatti furono presi con l'Italia per realizzare in Spagna unità della classe Littorio), due incrociatori pesanti, dodici leggeri, 54 cacciatorpediniere, 50 sommergibili e svariate unità minori; il piano rimase poi interamente lettera morta a causa della scarsità di materie prime e di sostegno tecnico internazionale: l'unica unità entrata in servizio nel periodo della seconda guerra mondiale fu un sommergibile della classe D, già impostato prima del conflitto civile.
Dopo l'istituzione di un ministero dell'aviazione nell'agosto del 1939, il 7 ottobre seguente l'aeronautica militare spagnola (Ejército del Aire) fu fondata come forza armata autonoma, a partire dalle preesistenti unità aeree nazionaliste; nel maggio del 1940 la forza poteva allineare 172 caccia (principalmente apparecchi Heinkel He 51 e Messerschmitt Bf 109 tedeschi, Fiat C.R.32 italiani e Polikarpov I-15 ed I-16 sovietici), 164 bombardieri (Heinkel He 111 e Dornier Do 17 tedeschi, Savoia-Marchetti S.M.79 e S.M.81 italiani e Tupolev SB-2 sovietici) e 13 aerei da trasporto (Junkers Ju 52 tedeschi). Durante il conflitto la Spagna acquistò ulteriori velivoli dalla Germania: nel novembre del 1943 furono acquistati 10 bombardieri Junkers Ju 88, seguiti alla fine dell'anno da 15 caccia Bf 109 versione F-2/F-4 di seconda mano; nel 1944 furono acquistati 12 idrovolanti Dornier Do 24 da ricerca e soccorso, con il preciso impegno che venissero usati per il salvataggio dei piloti di entrambe le parti abbattuti sul Mediterraneo. La ditta Hispano Aviación di Siviglia produsse fino al 1942 un centinaio di caccia C.R.32 (denominati Hispano Ha 132L Chirri) dopo averne acquistato la licenza dall'Italia, passando poi alla produzione di una versione locale del caccia Bf 109 (Hispano Aviación HA-1112).

### La seconda guerra mondiale

#### L'iniziale neutralità
Nel marzo 1939 fu siglato il Patto Iberico, un patto di non aggressione dal primo ministro portoghese António de Oliveira Salazar, in rappresentanza del Portogallo, e dall'ambasciatore Nicolás Franco, in rappresentanza della Spagna franchista.
Il 4 settembre 1939, ventiquattro ore dopo la dichiarazione di guerra alla Germania da parte di Regno Unito e Francia, la Spagna si proclamò ufficialmente neutrale, citando l'analoga posizione tenuta dal paese durante la prima guerra mondiale; tuttavia già il 31 ottobre Franco convocò la Junta de Defensa Nacional per stilare piani da attuare in caso di entrata in guerra: gran parte dell'esercito fu concentrato nel sud del paese, in previsione di un'occupazione del territorio britannico di Gibilterra (fu occupata la zona neutrale), mentre la guarnigione del Marocco spagnolo fu rafforzata in vista di azioni contro le colonie nordafricane della Francia.

#### La non belligeranza

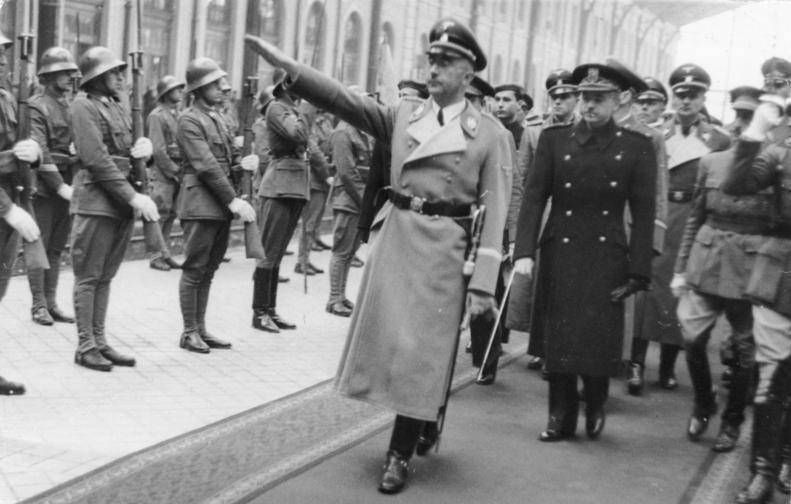
Heinrich Himmler visita Madrid nell'ottobre del 1940; dietro di lui, in nero, il ministro degli esteri Ramón Serrano Súñer

Il 12 giugno 1940, mentre la campagna di Francia andava concludendosi con una schiacciante vittoria tedesca e l'Italia entrava in guerra, Franco cambiò lo stato della nazione da neutrale a "non belligerante", uno status non formalmente riconosciuto dal diritto internazionale che doveva servire da prologo  a una  condizione di belligeranza vera e propria; due giorni dopo, mentre i tedeschi entravano a Parigi, truppe spagnole occuparono Tangeri, all'epoca un territorio internazionale, e vi nominarono un governatore: ciò provocò proteste da parte del Regno Unito, uno dei garanti dello status internazionale della città, anche se la questione venne poi risolta per vie negoziali, stabilendo che l'occupazione spagnola sarebbe durata solo fino al termine delle ostilità in Europa.
Quello stesso 14 giugno 1940, per tramite dell'ambasciatore tedesco a Madrid, Franco fece pervenire ad Hitler una lettera con cui esprimeva la sua intenzione di entrare in guerra a fianco della Germania; il 17 ottobre seguente compì un ulteriore passo di avvicinamento alle potenze dell'Asse nominando ministro degli esteri il cognato Ramón Serrano Súñer, segretario della Falange e ferreo sostenitore dell'alleanza con i tedeschi, al posto del più filo-britannico Juan Luis Beigbeder. A luglio il generale spagnolo Juan Vigón si incontrò con l'omologo tedesco Wolfram von Richthofen per mettere a punto i dettagli dell'operazione Felix, l'attacco congiunto contro la piazzaforte di Gibilterra da attuarsi in concomitanza con lo sbarco tedesco sulle coste dell'Inghilterra (operazione Leone marino); ad ottobre tuttavia, con l'evidente fallimento tedesco nella battaglia d'Inghilterra, il piano venne temporaneamente accantonato.
Il 23 ottobre 1940 Franco ed Hitler si incontrarono di persona a Hendaye, sulla frontiera franco-spagnola; Franco avanzò ancora una volta l'intenzione di entrare in guerra, ma fece forti richieste ai tedeschi: oltre ad armi, carburante e rifornimenti di materie prime, chiese come compenso Gibilterra, l'intero Marocco francese, l'Algeria occidentale fino ad Orano, il Sahara francese fino al 20º parallelo e la zona costiera del delta del Niger da aggiungere alla Guinea spagnola. I tedeschi rimasero sorpresi dall'ampiezza di queste richieste: Hitler, che il giorno successivo doveva incontrarsi con il maresciallo Philippe Pétain, aveva intenzione di rafforzare la collaborazione con la Francia di Vichy, anche alla luce dei pessimi rapporti di questa con i britannici dopo gli eventi di Mers-el-Kébir e di Dakar, ed era quindi riluttante ad approvare una simile spartizione dell'impero coloniale francese; il protocollo finale dell'incontro stabilì che la Spagna sarebbe entrata in guerra quando ciò le sarebbe stato richiesto e che Gibilterra le sarebbe spettata di diritto, ma su altre compensazioni territoriali si facevano solo vaghe dichiarazioni.
Il 5 dicembre 1940 la Spagna aprì le basi navali di Vigo e Cadice ai sommergibili tedeschi impegnati nella battaglia dell'Atlantico, consentendo loro di farvi rifornimento: le unità tedesche ed italiane presero quindi a servirsi delle acque territoriali spagnole per raggiungere in sicurezza le loro zone di pattugliamento in Atlantico o nel Mediterraneo occidentale; le autorità spagnole si dimostrarono poi compiacenti verso le missioni di spionaggio o sabotaggio intraprese dagli agenti dell'Asse contro la base di Gibilterra, tra cui, in particolare, le missioni della Xª Flottiglia MAS italiana lanciate dal piroscafo Olterra ancorato ad Algeciras. Quello stesso dicembre Hitler inviò da Franco l'ammiraglio Wilhelm Canaris, capo dello spionaggio tedesco (Abwehr), con il compito di rilanciare e mettere a punto i piani per l'operazione Felix; Franco tuttavia diede parere negativo all'operazione, paventando il rischio di attacchi di rappresaglia britannici contro le isole Canarie e le colonie africane della Spagna, ancora poco difese. Hitler prese per tradimento il comportamento di Franco, ma impegnato come era nei preparativi per l'invasione dell'Unione Sovietica decise di rinviare la questione; il 12 febbraio 1941 Franco si incontrò con Benito Mussolini a Bordighera: sebbene avesse ricevuto incarico da Hitler di fare pressioni su Franco per una sua entrata in guerra, Mussolini non aveva interesse a ciò, anche per paura che la Spagna divenisse rivale dell'Italia per il controllo del Mediterraneo, e l'incontro si concluse con un nulla di fatto.
Serrano Súñer continuò a cercare l'alleanza della Spagna con le potenze dell'Asse: si incontrò ripetutamente con il ministro degli esteri tedesco Joachim von Ribbentrop, e quando nel giugno del 1941 la Germania invase l'Unione Sovietica caldeggiò il reclutamento di volontari spagnoli da inviare sul fronte orientale. Tuttavia l'enorme potere politico che aveva accumulato stava alimentando il risentimento di molti alti esponenti dell'esercito e dei vecchi quadri della Falange; secondo alcune fonti i servizi segreti britannici sfruttarono questo risentimento, versando forti somme di denaro a diversi generali spagnoli per incoraggiarli ad opporsi a Franco ed al cognato. 

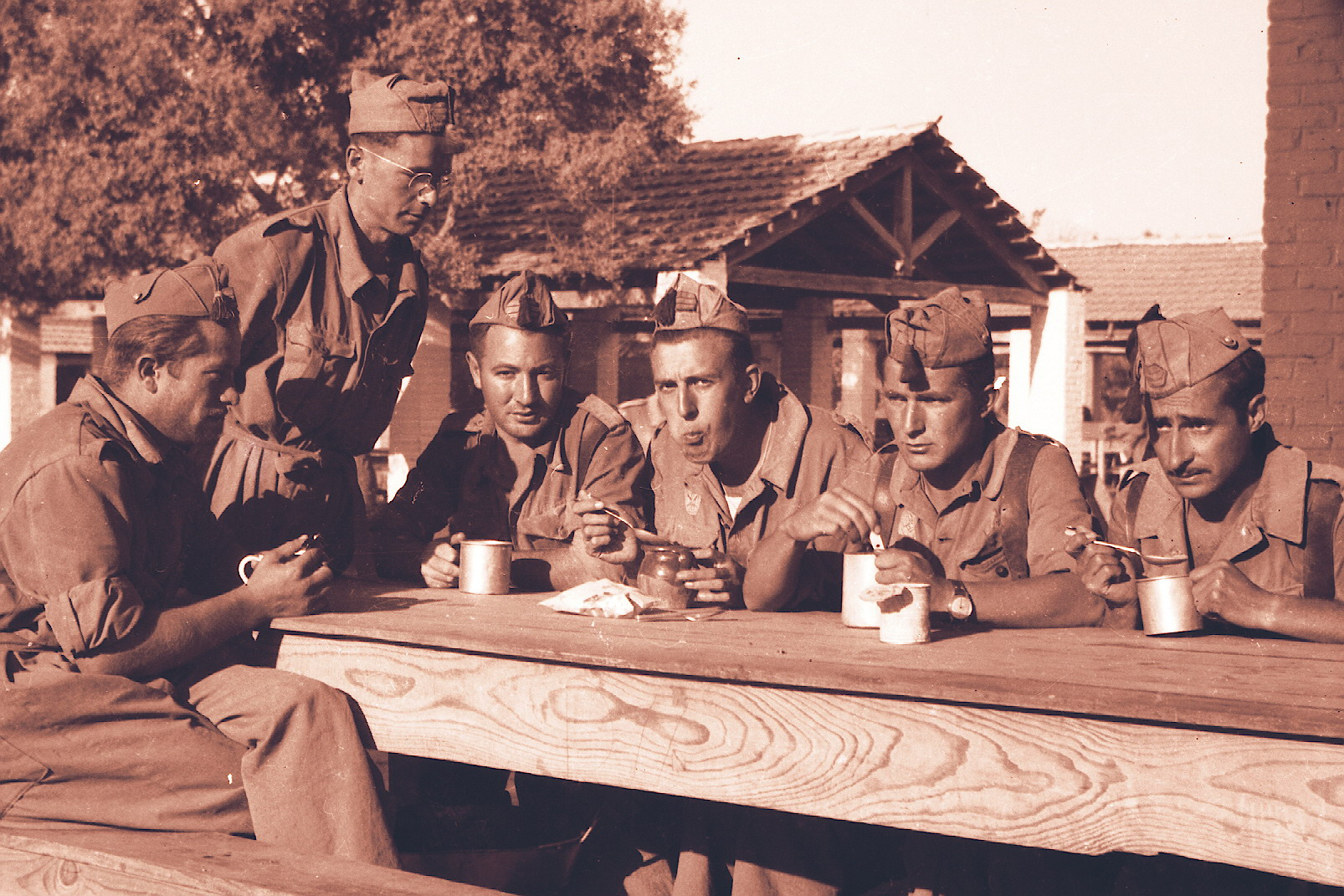
Soldati spagnoli nel 1945

Franco si mosse per gradi per iniziare a limitare il potere del cognato sul partito e sulla politica spagnola; il 16 agosto 1942 si verificarono a Bilbao incidenti tra falangisti e carlisti (tradizionalisti cattolici): il generale Varela, ministro della guerra e vicino ai carlisti, rassegnò le dimissioni per protesta e Franco colse l'opportunità per obbligare anche Serrano Súñer a lasciare il suo incarico di ministro degli esteri.

#### Il ritorno alla neutralità
Il posto di Serrano Súñer fu preso nel settembre 1942 dal generale Gómez-Jordana, un filo-britannico; la politica della Spagna divenne progressivamente sempre più accondiscendente verso gli Alleati, soprattutto dopo lo sbarco delle truppe statunitensi nelle colonie francesi del Nordafrica. Le disfatte patite dalle forze dell'Asse sul fronte orientale accelerarono questo mutamento: il 16 marzo 1943, in un discorso alle Cortes Generales, Franco arrivò ad auspicare un accordo con gli Alleati in funzione anti-sovietica. La caduta di Mussolini il 25 luglio 1943 e l'armistizio dell'8 settembre tra Regno d'Italia e Alleati accelerò la decisione.
Il 1º ottobre 1943 infatti la Spagna proclamò ufficialmente il ritorno ad un regime di assoluta neutralità.
Gli ultimi legami con l'Asse furono rapidamente tranciati: il 20 ottobre 1943 la 250. Division fu ritirata e gli ultimi reparti di volontari spagnoli furono ritirati dal fronte all'inizio del 1944, mentre nel maggio seguente la Spagna chiuse il consolato tedesco di Tangeri e sospese le esportazioni di tungsteno verso la Germania, così come richiedevano i governi di Stati Uniti e Regno Unito. Il 4 novembre 1944, nel corso di un'intervista con la United Press International, Franco dichiarò che la Spagna non era mai stata né fascista né nazionalsocialista, e che non era mai stata alleata con le potenze dell'Asse.
I rapporti con il Giappone già difficili, si fecero tesi nel 1944. C'erano 1700 spagnoli a Manila. Con la città in procinto di essere conquistata dagli americani, i funzionari giapponesi ordinarono di fucilare centinaia di civili spagnoli e filippini a sangue freddo.
Il 12 aprile 1945 il ministro degli Affari esteri, José Félix de Lequerica, informò ufficialmente il ministro plenipotenziario giapponese a Madrid, Yakishiro Suma, della rottura delle relazioni diplomatiche tra i due paesi.
Il 31 agosto 1945, quando le truppe spagnole lasciarono Tangeri che fu dichiarata città aperta, si concluse la partecipazione indiretta del paese alla seconda guerra mondiale.

### Volontari spagnoli al servizio dell'Asse (1941-1943)

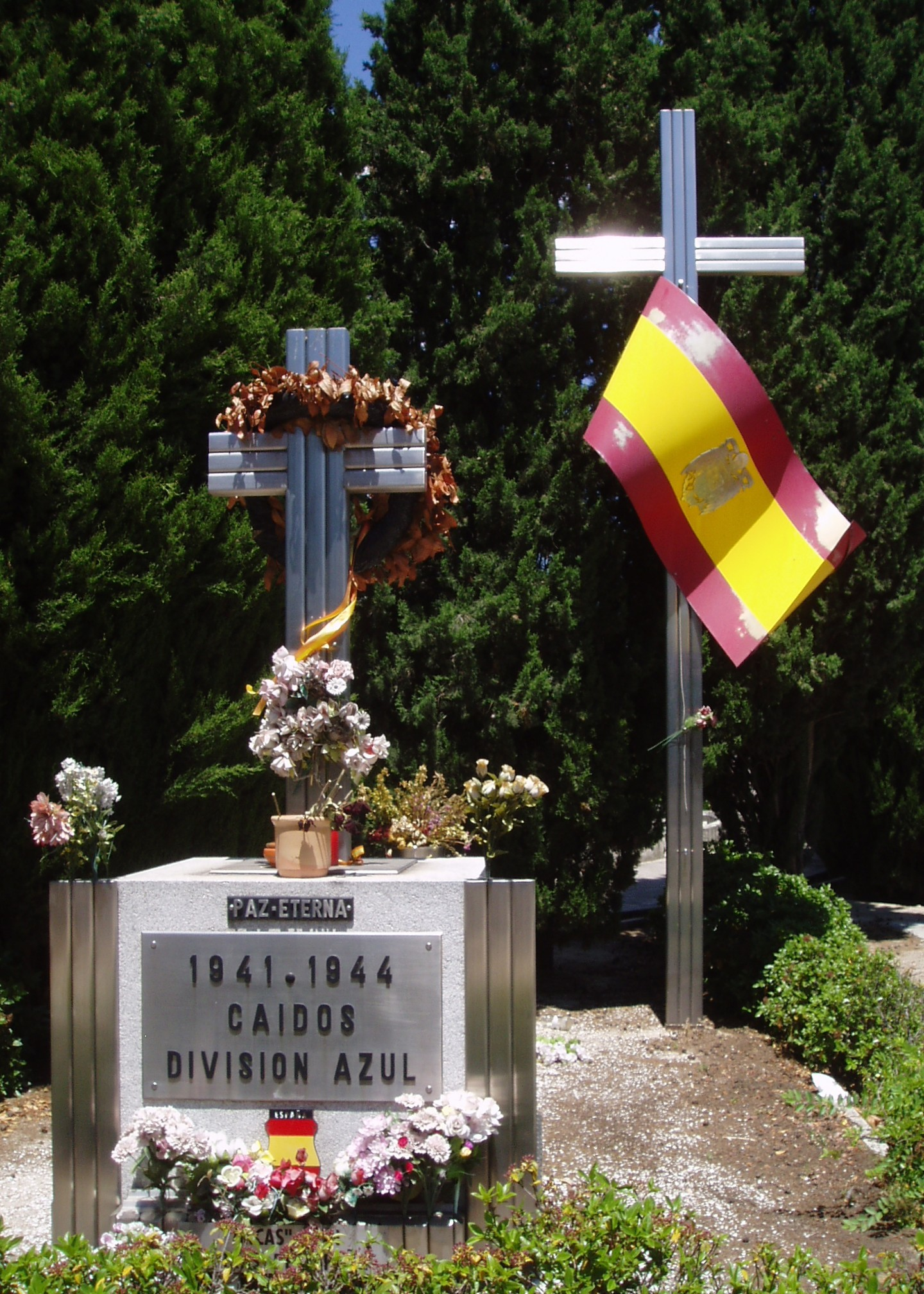
Il monumento dedicato ai caduti della División Azul nel cimitero di Madrid

Il 22 giugno 1941 le forze dell'Asse diedero inizio all'invasione dell'Unione Sovietica: la notizia venne bene accolta in Spagna ed il 24 giugno grosse manifestazioni anti-URSS furono organizzate dai falangisti in diverse località del paese. Cavalcando l'entusiasmo popolare, Serrano Súñer propose a Franco di reclutare una divisione di volontari falangisti da inviare in appoggio alle forze tedesche sul fronte orientale: per controbilanciare le proteste provenienti dai vertici delle forze armate, Franco stabilì che se la truppa sarebbe stata interamente formata da volontari della falange, la maggior parte dei sottufficiali e la quasi totalità degli ufficiali invece sarebbe stata fornita dall'esercito regolare. Il 2 luglio il reclutamento fu chiuso dopo aver ampiamente superato il limite di 18.000 uomini richiesti: per via del colore delle camicie dei volontari falangisti, l'unità si guadagnò l'appellativo di "Divisione Blu" (División Azul); il comando fu affidato al generale Agustín Muñoz Grandes, che fu poi sostituito dal generale Emilio Esteban Infantes nel dicembre del 1942.
Trasferita in Germania per l'addestramento, l'unità ricevette armi ed equipaggiamenti tedeschi e fu rinominata 250. Infanterie-Division; inizialmente destinata al settore di Smolensk, la divisione fu poi assegnata all'Heeresgruppe Nord, schierato nel settore di Leningrado: nella notte tra l'11 ed il 12 ottobre 1941 la divisione entrò in linea sul fronte del fiume Volchov come parte della 18. Armee tedesca. La divisione fu subito coinvolta nei combattimenti lungo il fiume, partecipando sia ad un'offensiva tedesca oltre di esso nel novembre del 1941 conclusasi senza risultati, sia al vittorioso contenimento di una massiccia controffensiva sovietica nel gennaio-aprile del 1942. Nel settembre del 1942 la divisione fu spostata lungo il fronte davanti alla stessa Leningrado: qui fu coinvolta tra il febbraio e l'aprile del 1943 nell'operazione Stella Polare, un tentativo sovietico di sfondare l'accerchiamento tedesco della città, riuscendo a contenerla seppur al prezzo di gravi perdite nel corso di pesanti combattimenti nei pressi di Krasnyj Bor.
Nell'ottobre del 1943 il governo iberico decise il ritiro dal fronte della divisione, il cui rimpatrio fu ultimato nel dicembre dello stesso anno; fu comunque deciso di lasciare in URSS una legione di volontari spagnoli (Legión Azul) reclutati tra gli ex appartenenti della divisione: al comando del colonnello Antonio García Navarro, l'unità contava circa 2.000 uomini. La Legione rimase assegnata all'Heeresgruppe Nord e, dopo alcune operazioni antipartigiane in Estonia, fu integrata nella 121. Infanterie-Division tedesca all'inizio del 1944; sostenne alcuni combattimenti durante il ripiegamento tedesco dal settore di Leningrado finché nel marzo del 1944 fu ritirata dal fronte e rimpatriata, dopo che il governo spagnolo aveva deciso la sospensione di ogni contatto con la Germania.
Nonostante la chiusura del confine lungo i Pirenei, tuttavia, piccoli gruppi di volontari spagnoli raggiunsero il territorio tedesco per continuare la lotta contro i sovietici: plotoni di spagnoli combatterono all'interno della 3. Gebirgs-Division e della 357. Infanterie-Division, e due compagnie presero parte alla lotta contro i partigiani jugoslavi all'interno della Panzergrenadier-Division Brandenburg; nel settembre del 1944 una di queste compagnie fu trasferita alle Waffen-SS come "Spanische-Freiwilligen Kompanie der SS 101" sotto il comando del colonnello Miguel Ezquerra, seguita dalla seconda compagnia poco dopo: come parte della 28. SS-Freiwilligen-Grenadier-Division der SS "Wallonien" prima e della 11. SS Freiwilligen-Panzergrenadier-Division "Nordland" poi, l'"Unità Ezequerra" prese parte agli ultimi combattimenti sul fronte orientale fino alla battaglia di Berlino, dove finì completamente annientata.
Anche l'aeronautica spagnola contribuì alle operazioni sul fronte orientale con una "Squadriglia Blu" (Escuadrilla Azul): composta in realtà da cinque squadriglie che si alternarono una dopo l'altra, l'unità servì alle dipendenze dell'Heeresgruppe Mitte prendendo parte in particolare alla battaglia di Mosca ed a quella di Kursk, fino al suo ritiro sul finire del 1943; i piloti spagnoli volarono su caccia Bf 109 fin verso la fine del 1942, quando poi furono forniti loro i cacciabombardieri Focke-Wulf Fw 190. La squadriglia rivendicò l'abbattimento di 156 aerei sovietici perdendo complessivamente 22 piloti, uccisi o dispersi: uno di essi fu poi rimpatriato come prigioniero di guerra.
Un totale di circa 45.000 spagnoli prese parte alla lotta sul fronte orientale a fianco dell'Asse: tra di essi si contarono 5.000 morti, 8.700 feriti (più 1.600 casi di congelamento grave), 2.137 mutilati e 372 dispersi o prigionieri; di questi ultimi 241 (219 della divisione, 21 delle SS ed uno della squadriglia) furono poi rimpatriati nell'aprile del 1954, gli altri morirono in prigionia.

### Il ruolo nell'Olocausto

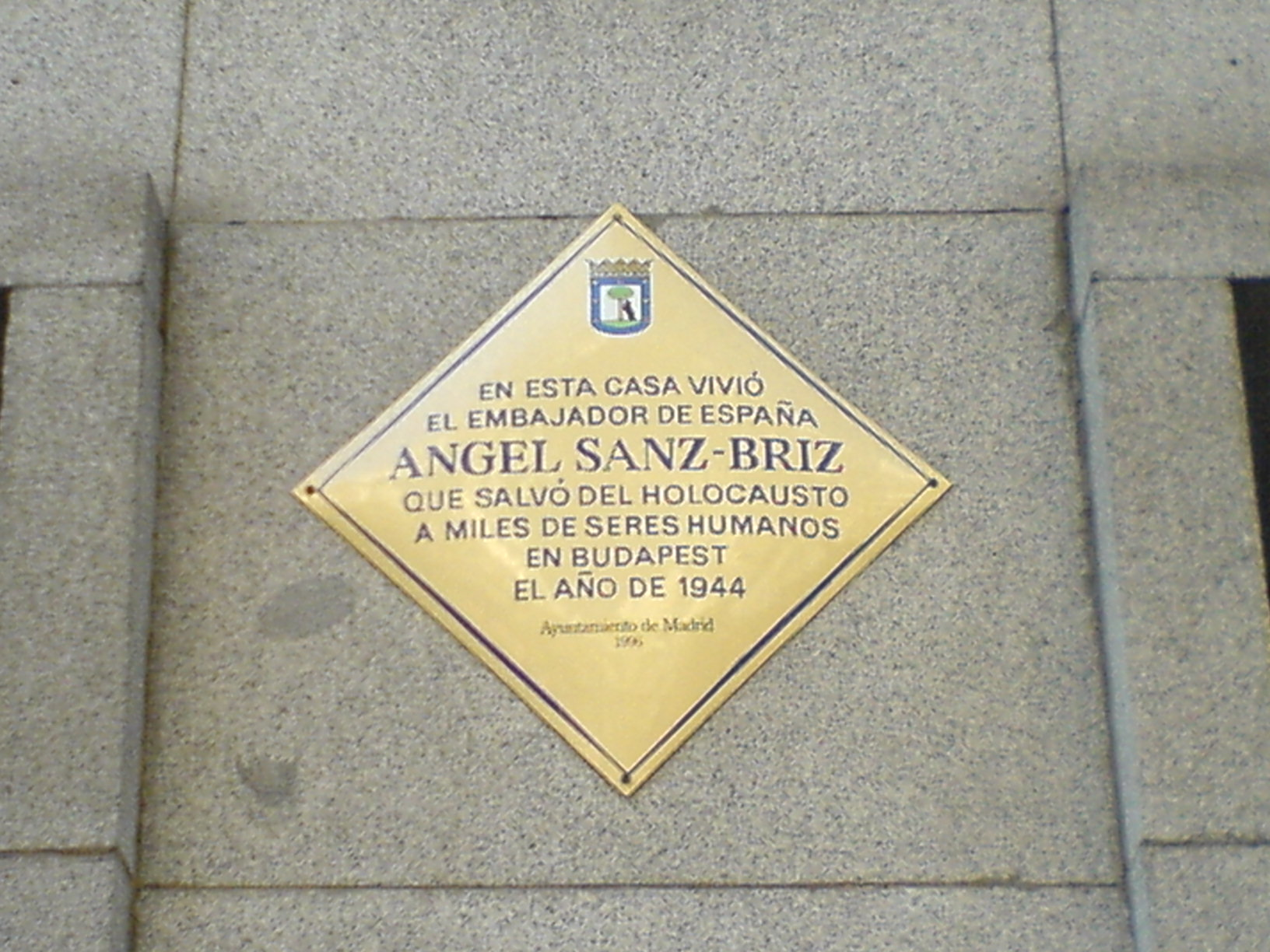
La targa in onore di Ángel Sanz Briz apposta sulla sua casa di Madrid

Tradizionalista ed ultraconservatore, il regime franchista dichiarava apertamente la sua totale avversione per il sionismo e la "massoneria giudea", e la Spagna stessa del resto annoverava una lunga tradizione di antisemitismo; a dispetto di ciò, tuttavia, nel periodo della seconda guerra mondiale la Spagna non collaborò mai alle politiche razziste della Germania né alla persecuzione ed allo sterminio delle popolazioni ebraiche europee: il territorio spagnolo, al contrario, si dimostrò se non proprio un luogo di rifugio quantomeno una via di transito sicura verso altre destinazioni per gli ebrei in fuga dalle persecuzioni.
Tra i 25.000 ed i 35.000 rifugiati, ebrei ma non solo, transitarono attraverso il territorio spagnolo verso il Portogallo o altre mete, e praticamente tutti sopravvissero alla guerra: il controllo spagnolo della frontiera dei Pirenei non fu mai particolarmente rigoroso, e molti fuggitivi poterono attraversarla tramite le vie seguite abitualmente dai contrabbandieri, oppure attraverso il confine con Andorra. Per tutta la durata della guerra lo American Jewish Joint Distribution Committee, una società privata dedita all'aiuto delle popolazioni ebraiche in difficoltà, operò apertamente ed in maniera indisturbata dalla sua sede di Barcellona.
Seguendo l'esempio dei loro omologhi portoghesi, svedesi, svizzeri e vaticani, i diplomatici spagnoli in missione negli stati satelliti della Germania si adoperarono per fornire protezione agli ebrei e più in generale alle persone perseguitate, spesso ricorrendo ad espedienti e veri e propri trucchi: questo orientamento conobbe una maggiore diffusione dopo la sostituzione di Serrano Súñer con Gómez-Jordana al ministero degli esteri, e lo stesso Franco non si oppose mai a queste attività. A Budapest, in particolare, il capo della missione diplomatica spagnola Ángel Sanz Briz salvò la vita a circa 5.000 ebrei aschenaziti fornendogli una falsa cittadinanza spagnola e facendoli passare per ebrei sefarditi, ospitandoli in "case protette" per sottrarli ai rastrellamenti; quando nel 1944 Sanz Briz lasciò l'Ungheria per non dover riconoscere il nuovo governo collaborazionista di Ferenc Szálasi la sua opera fu portata avanti dall'italiano Giorgio Perlasca, anche lui dotato di una fittizia identità spagnola per evitare di essere arrestato in quanto non aderente alla RSI, che si spacciò tramite falsi documenti per il nuovo console spagnolo. Oltre a Sanz Briz (ed allo stesso Perlasca), altri cinque cittadini spagnoli furono insigniti nel dopoguerra del titolo di "Giusto tra le nazioni" per la loro opera a favore degli ebrei perseguitati.
Uno dei pochi esempi di connivenza delle autorità spagnole verso le politiche razziali tedesche si ebbe nel maggio del 1941, quando Jose Maria Finat y Escriva de Romani, capo della sicurezza di Franco e futuro ambasciatore in Germania, richiese ai governatori provinciali spagnoli di redigere una lista degli ebrei residenti in Spagna, lista che fu poi consegnata ad Heinrich Himmler; nel dopoguerra il governo spagnolo cercò poi invano di nascondere la questione. Il governo spagnolo si dimostrò poi molto disponibile nel dopoguerra nel fornire una via di fuga a personalità dei paesi dell'Asse, tra cui anche ricercati per crimini di guerra, all'interno della più ampia rete di "ODESSA": alcuni utilizzarono il territorio spagnolo come tappa verso i loro rifugi in Sudamerica, mentre altri ottenerro direttamente asilo dalle autorità locali, spesso ricevendo anche identità fittizie; tra questi ultimi vi furono il croato Maks Luburić, il belga Léon Degrelle, il tedesco Otto Skorzeny, l'italiano Mario Roatta e il croato Ante Pavelić.

## La Spagna repubblicana

### Gli esuli della guerra civile

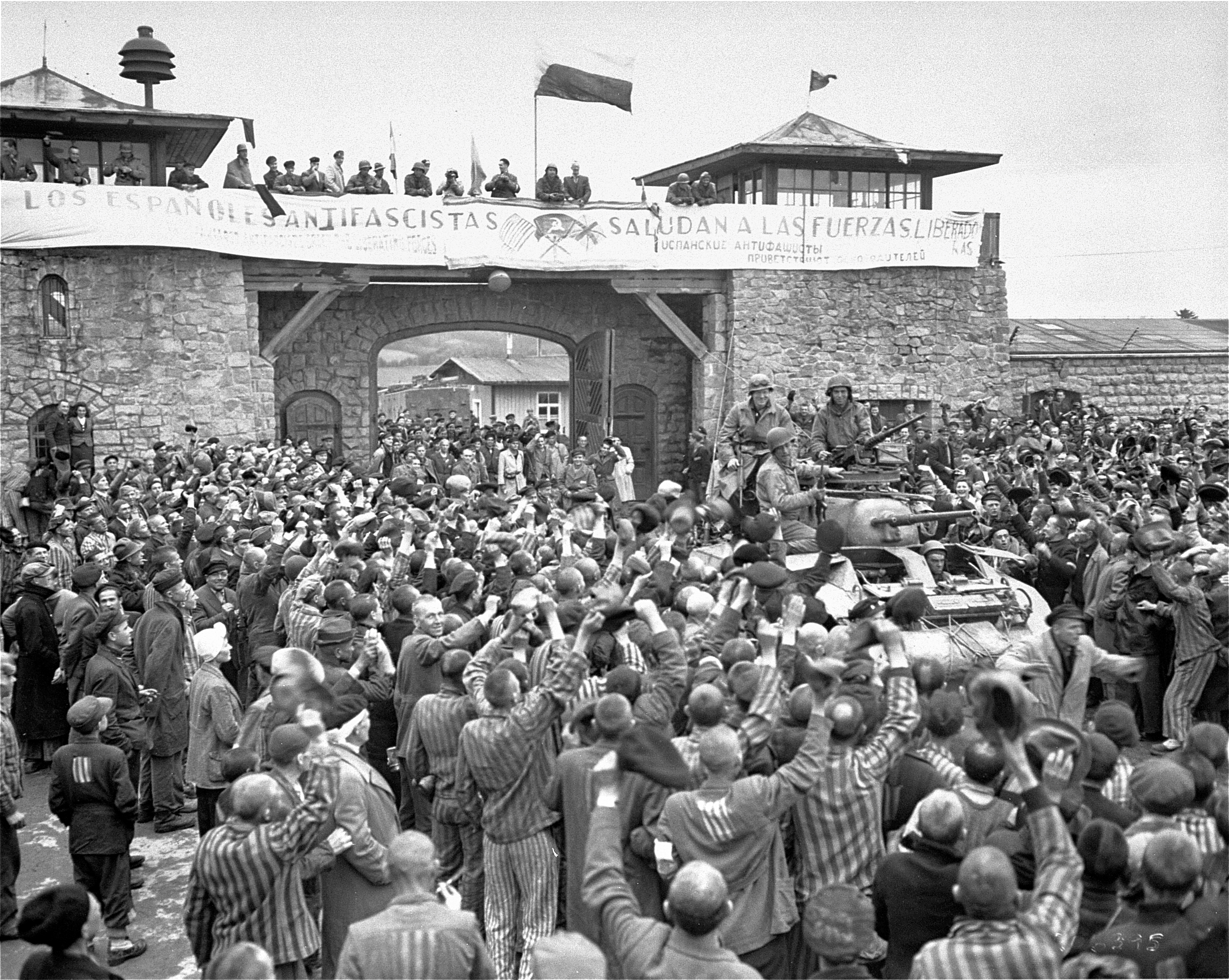
I prigionieri spagnoli di Mauthausen-Gusen accolgono i soldati statunitensi venuti a liberarli

Nel febbraio del 1939, quando le truppe nazionaliste occuparono la Catalogna chiudendo definitivamente il confine dei Pirenei, circa 450.000 spagnoli, profughi civili e militari repubblicani, erano riusciti a riparare in territorio francese; ad essi si aggiunsero ulteriori 15.000 profughi fuggiti dai porti della Spagna orientale nel marzo seguente, durante il collasso finale della Repubblica, che ripararono principalmente nelle colonie francesi del Nordafrica: questi "esiliati" della Repubblica spagnola furono ospitati in campi profughi in territorio francese, spesso in pessime condizioni igieniche e sanitarie. Alla fine del 1939 tra i 140.000 ed i 180.000 espatriati scelsero di rientrare in Spagna, dove dovettero subire ripetute discriminazioni a causa del loro passato politico, mentre gli altri 300.000 scelsero l'esilio in nazioni estere: molti emigrarono nei paesi del centro e sud America, in particolare in Messico, Cile ed Argentina, mentre in Europa il Belgio ne accolse 5.000, l'Unione Sovietica 3.000 (perlopiù quadri e dirigenti del Partito Comunista di Spagna) ed il Regno Unito alcune centinaia; tra i 50.000 ed i 60.000 rimasero invece in Francia.
Quasi tutti i membri chiave del governo repubblicano erano riusciti a riparare all'estero, dove tentarono di dare vita ad un governo in esilio: questi sforzi furono minati dal contrasto tra Juan Negrín, ultimo capo del governo repubblicano e favorevole a continuare i rapporti con i comunisti, e Indalecio Prieto, capo del Partito Socialista Operaio Spagnolo e deciso a troncare ogni relazione con il PCE; i due costituirono poi altrettante opposte organizzazioni dedite all'aiuto degli esuli, Negrín la Servicio de Evacuación de Refugiados Españoles e Prieto la Junta de Auxilio a los Republicanos Españoles. Una "delegazione permanente" delle Cortes repubblicane si riunì a Parigi nel luglio del 1939, ma dopo l'occupazione della Francia da parte dei tedeschi si trasferì a Città del Messico riprendendo le sue riunioni non prima del giugno del 1945. Il governo in esilio ottenne il riconoscimento da alcune nazioni simpatizzanti con la vecchia Repubblica (sebbene non da Stati Uniti, Regno Unito ed Unione Sovietica), ma con l'ammissione della Spagna franchista all'ONU nel dicembre del 1955 perse definitivamente gran parte della sua influenza; rimase formalmente in vita fino al giugno del 1977, quando la Spagna tornò ad un regime democratico. Baschi e Catalani crearono organismi propri (rispettivamente il Consiglio Nazionale di Euzkadi ed il Consiglio Nazionale della Catalogna), trasferitisi negli Stati Uniti dopo l'occupazione della Francia.
Dopo la caduta della Francia il governo di Vichy divenne responsabile dei campi di detenzione che raccoglievano gli esuli repubblicani: il governo franchista richiese l'estradizione di 3.617 dirigenti repubblicani ma solo pochi di essi furono effettivamente consegnati. Sette importanti dirigenti repubblicani furono catturati in Francia dalla Gestapo tedesca ed estradati in Spagna dove quattro di essi furono fucilati: Lluís Companys i Jover, ex presidente della Generalitat de Catalunya, Joan Peiró, segretario generale del sindacato anarchico CNT, Francisco Cruz Salido, segretario di Negrín e Prieto al ministero della difesa, e Julián Zugazagoitia, ex ministro dell'interno; all'incirca altri 15.000 spagnoli repubblicani furono catturati dai tedeschi e deportati nei campi di concentramento di Mauthausen-Gusen e Buchenwald: almeno 5.000 di loro morirono in prigionia.

### Volontari spagnoli al servizio degli Alleati

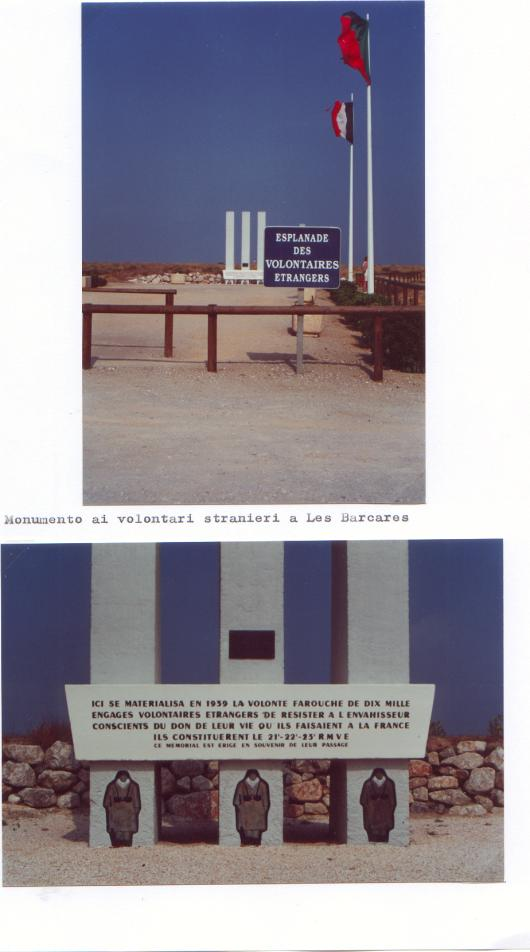
Il memoriale di Le Barcarès dedicato ai combattenti stranieri della Resistenza francese

Diverse migliaia di esiliati spagnoli repubblicani presero parte alla seconda guerra mondiale al fianco degli Alleati. Allo scoppio del conflitto la Francia reclutò circa 55.000 spagnoli in "battaglioni di lavoro" militarizzati: furono utilizzati prevalentemente per la costruzione di fortificazioni (in particolare nel settore della linea Maginot), ma almeno tre di essi furono impiegati in azione durante l'invasione tedesca della Francia. Durante il conflitto la Legione straniera francese ebbe una forte componente spagnola: tra i 5.000 e gli 8.000 repubblicani si unirono alla Legione, ed una delle unità a più forte proporzione spagnola fu la 13e Demi-brigade de Légion étrangère, formazione ad hoc costituita per prendere parte alla campagna di Norvegia e passata poi interamente alla Francia libera, con cui combatté in Nordafrica, in Italia e durante la liberazione della Francia.
Altra formazione con un'ampia percentuale di legionari di origine spagnola fu il Regiment de Marche du Tchad, costituito dal generale Philippe Leclerc de Hauteclocque per prendere parte alla campagna di Tunisia; l'unità divenne poi il nucleo della seguente 2e division blindée, all'interno della quale un'intera compagnia (la 9ª Compañía "La Nueve") era composta da spagnoli: l'unità fu la prima forza alleata ad entrare a Parigi, combattendo poi nella Germania meridionale fino alla fine delle ostilità. Un considerevole numero di spagnoli militò poi nelle file della resistenza francese, in particolare nella zona dei Pirenei e nella Francia meridionale, riuniti in un "Agrupación Guerrillera Española" (AGE) che arrivò a contare circa 15.000 uomini.
Sul modello francese, l'esercito britannico reclutò diverse compagnie di lavoratori spagnoli per prestare servizio con la British Expeditionary Force in Francia, assegnate ai Royal Engineers ed al Royal Pioneer Corps: la "Spanish Company Number One", in origine un'unità dell'esercito francese, venne evacuata in Gran Bretagna durante la ritirata da Dunkerque e qui integrata nei pionieri britannici, prendendo poi parte alla battaglia di Normandia. Singoli volontari spagnoli prestarono poi servizio in diverse formazioni di forze speciali britanniche come il Long Range Desert Group, lo Special Air Service ed i British Commandos; spagnoli militarono poi nei servizi segreti Alleati: lo spagnolo Joan Pujol García si dimostrò molto importante nell'ambito dell'Operazione Fortitude, una serie di azioni di depistaggio per distrarre i tedeschi dallo sbarco in Normandia.
Baschi residenti negli Stati Uniti furono reclutati dall'esercito americano per essere impegnati come "code talker" sul fronte del Pacifico, in quanto la loro lingua era incomprensibile per i giapponesi; le autorità basche negli USA riuscirono a reclutare un "Bataillon de volontaires basques-espagnols" (meglio noto come "Battaglione Guernica") nel dicembre del 1944, unità che vide l'azione nell'aprile del 1945 nel corso della cattura degli ultimi capisaldi tedeschi nella zona dell'estuario della Gironda.
Inizialmente l'URSS si dimostrò riluttante a reclutare unità combattenti di repubblicani spagnoli, preferendo impiegarli come operai nelle fabbriche; in seguito però circa 700 spagnoli militarono in unità dell'Armata Rossa ed altrettanti in formazioni della resistenza sovietica: si trattava generalmente di spagnoli in grado di parlare bene il russo, e che prestavano servizio in prima linea come normali cittadini sovietici. Complessivamente 46 piloti repubblicani militarono in varie formazioni dell'aviazione sovietica, mentre 119 spagnoli e 6 spagnole prestarono servizio nell'OMSBON, la brigata di fanteria per compiti speciali dell'NKVD incaricata della difesa del Cremlino. Rubén Ruiz Ibárruri, figlio della dirigente comunista spagnola Dolores Ibárruri, prestò servizio come ufficiale dell'Armata Rossa e morì il 4 settembre 1942 per le ferite riportate in combattimento nel settore di Stalingrado, venendo insignito del titolo di Eroe dell'Unione Sovietica; altri due cittadini spagnoli furono invece decorati con l'Ordine di Lenin.

### La guerriglia antifranchista

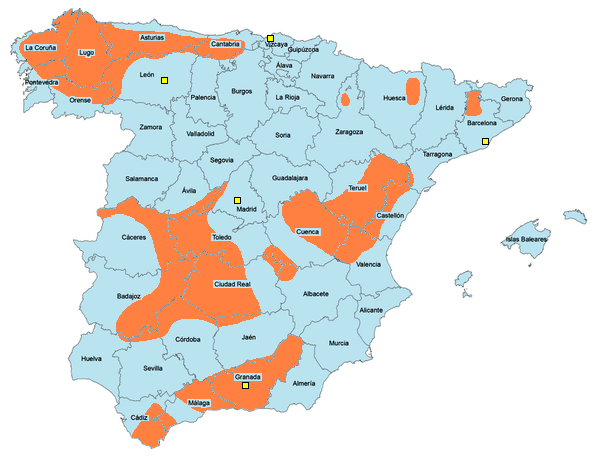
Le principali zone d'operazioni dei guerriglieri antifranchisti

Esempi di resistenza armata al franchismo si erano avuti già durante la guerra civile: reparti repubblicani rimasti isolati dalle offensive nazionaliste si erano rifugiati in zone montuose, dando inizio ad una guerriglia contro gli occupanti, a cui si aggiunsero, dopo la fine delle ostilità, prigionieri evasi dalle carceri e dai battaglioni di lavoro nazionalisti. Gruppi di guerriglieri erano attivi in molte zone della Spagna come la Galizia, il León, le Asturie, i Pirenei e le zone montuose attorno a Badajoz, Granada, Ronda, Huelva e Toledo: per la maggior parte si trattava però di iniziative improvvisate, poco coordinate tra loro e dedite più che altro alla sopravvivenza; isolati e privi di aiuto dall'esterno, molti gruppi di resistenti furono ben presto annientati dalla spietata repressione dei reparti nazionalisti, e già nel 1941 la conduzione delle operazioni di controguerriglia fu delegata alla Guardia Civil, derubricandola a problema di ordine interno.
Dopo la liberazione della Francia nel 1944 i guerriglieri spagnoli dell'AGE iniziarono a progettare operazioni per risollevare la resistenza al franchismo, inviando infiltrati attraverso i Pirenei per prendere contatto con i gruppi operanti nell'interno. L'azione più spettacolare si ebbe il 19 ottobre 1944: circa 4.000 uomini della "204ª Divisione", sotto il comando del colonnello Vicente López Tovar, attraversarono in vari punti la frontiera franco-spagnola ed invasero la Val d'Aran con l'obiettivo di creare una "zona libera" dove insediare un governo repubblicano provvisorio, sperando che l'azione fosse il prologo di una grande sollevazione popolare antifranchista e spingesse gli Alleati a prendere posizioni più dure verso il franchismo. Diversi presidi della Guardia Civil furono travolti, ma i repubblicani persero tempo ad assediare la guarnigione di Vielha e Mijaran, dando tempo ai nazionalisti di far intervenire rinforzi: circa 40.000 uomini, in maggioranza reparti coloniali marocchini, furono fatti affluire nella Val d'Aran, e davanti a questa sproporzione di forze López Tovar non ebbe altra scelta di ordinare il ripiegamento oltre la frontiera il 28 ottobre, con la perdita di 200 morti ed 800 prigionieri.
Azioni simili su scala più ridotta furono tentate anche successivamente nell'alta Aragona e nella Catalogna settentrionale ma non ebbero particolare successo, mentre la guerriglia interna era lacerata dai contrasti tra comunisti, socialisti ed anarchici; per i primi anni Cinquanta il movimento guerrigliero antifranchista era ormai stato disarticolato e ridotto sostanzialmente all'impotenza dalla dura repressione governativa: almeno 60.000 persone furono arrestate nei dieci anni dopo la fine della guerra civile con l'accusa di sostenere la guerriglia, sebbene lo stesso movimento guerrigliero non ebbe mai più di 8.000 uomini attivi in tutta la Spagna. Piccoli gruppi e singoli individui continuarono la lotta almeno fino alla fine degli anni Sessanta.